# 八次方程式
八次方程式（はちじほうていしき、英: octic equation）とは、次数が8の代数方程式である。

## 概要
八次方程式は、以下の形で表される方程式のことである。
{\displaystyle a_{8}x^{8}+a_{7}x^{7}+a_{6}x^{6}+a_{5}x^{5}+a_{4}x^{4}+a_{3}x^{3}+a_{2}x^{2}+a_{1}x+a_{0}=0\quad (a_{8}\neq 0)}
この方程式にはアーベル–ルフィニの定理より、代数的な解法はない（五次方程式と同様）。
しかし、少しの誤差を気にしないならば近似的に解を求める方法としてニュートン法や二分法、ホーナー法が有効である。

## 解法
一部の八次方程式は解を求めることができる。
{\displaystyle x^{8}=1}
ド・モアブルの定理より、
{\displaystyle \xi _{8}^{k}=\cos {\frac {2\pi k}{8}}+i\sin {\frac {2\pi k}{8}}\quad (k=1,2,\cdots ,8)}
{\displaystyle x={\frac {{\sqrt {2}}+{\sqrt {2}}\,i}{2}},i,{\frac {-{\sqrt {2}}+{\sqrt {2}}\,i}{2}},-1,{\frac {-{\sqrt {2}}-{\sqrt {2}}\,i}{2}},-i,{\frac {{\sqrt {2}}-{\sqrt {2}}\,i}{2}},1}

## ガロア群
- S8 対称群（位数 40320）
- A8 交代群（位数 20160） - 有限単純群

など